# Aclemmysa
Aclemmysa es un género de coleópteros polífagos. Es originario de África.

## Géneros
Contiene las siguientes especies:
- Aclemmysa algirica Capra, 1924
- Aclemmysa solarii Reitter, 1904